# Kán
Obitelj Kán (grofovi šikloški), mađarska plemenita obitelj koja je dala banove Hrvatskoj i Slavoniji, vojvode Erdelju i palatine Ugarskoj u 13. i 14. stoljeću. 

## Povijest
Članovi obitelj Kán su pripadali plemenu Hermány. Oni su prešli Karpatske planine zajedno s mađarskim poglavarom Árpádom i nastanili se u Panoniji 895. godine. Bili su šikloški grofovi od 900. godine.

## Članovi
- Julije I. Kán, šikloški grof, hrvatski i slavonski ban (1213., 1229. – 1235.), erdeljski vojvoda (1201. – 1214.), ugarski palatin (1215. – 1218., 1222. – 1226.)

- Ladislav I. Kán, sin Julije I. Kána, šikloški grof, ugarski palatin (1242. – 1245.), hrvatski i slavonski ban (1245. – 1246.), erdeljski vojvoda (1260. – 1267., 1275. – 1276.)

- Julije II. Kán, sin Julije I. Kána, šikloški grof, erdeljski vojvoda (1230. – 1233.)

- Ladislav II. Kán, sin Julije I. Kána, oženio princezu poljske kraljevske obitelji Piast, erdeljski vojvoda (1294. – 1315.), osnivač dinastije Lacković